# 里加湾

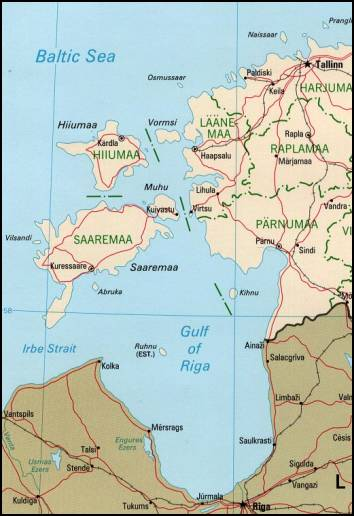
里加湾（Gulf of Riga）的位置

里加湾是波罗的海东部的一处海湾，位于拉脱维亚和爱沙尼亚之间。
里加湾海域面积约为1.8万平方公里，最深处为54米。爱沙尼亚的萨雷马岛将里加湾和波罗的海的其余部分隔离开来。进出里加湾的主要通道是伊尔贝海峡。位于里加湾中间的鲁赫努岛属于爱沙尼亚。
里加湾沿岸的主要城镇有：里加、派尔努、尤尔马拉和库雷萨雷。注入里加湾的主要河流有：道加瓦河、派尔努河、利耶卢佩河、高亚河和萨拉察河。